# Planxty
Planxty — ирландская фолк-рок-группа, основанная в 1972 году Кристи Муром (вокал, акустическая гитара, бойран), Доналом Ланни (гитара, бузуки), Энди Ирвином (вокал, бузуки, мандолина, колесная лира, губная гармоника) и Лиамом О'Флинном (ирландская волынка, вистл). Кроме них в составе группы в разное время выступали Джон (Джонни) Мойнихэн (Johnny Moynihan, вокал, бузуки, 1974 год), Мэтт Моллой (Matt Molloy, флейта, конец 1970-х), Билл Уэлан (Bill Whelan, клавишные, 1979 год) и Пол Брэди (Paul Brady, вокал, гитара, клавишные, вистл, 1974-1976).
Группа исполняла ирландскую народную музыку, которая благодаря музыкантам стала необычайно популярной, а также стала одной из значимых групп в истории кельтского рока. Участники Planxty имели сольные проекты, а отношения внутри коллектива были напряжённые. В 1976 году группа распалась, но два года спустя участники объединились вновь. В 1983 году группа прекратила своё существование. Однако спустя 20 лет, в 2003 году было объявлено о воссоединении оригинального состава Planxty. На счету возрождённой группы концертник «Live 2004» и концерт 2005 года. Больше, на настоящий момент, группа не выступала.

## Название
Есть несколько вариантов происхождения названия «Planxty». Это слово часто используется в произведениях ирландского арфиста и поэта Турлуха О'Кэролана и используется как показатель уважения к той или иной персоне, например «Planxty Irwin», что можно передать как «уважаемый» Ирвин. Название группы было заимствовано именно отсюда, а произведения О'Кэролана и другие произведения ирландского народного творчества будут определять творческое направление группы. Согласно другой версии, название группы — это искажённое ирландское «Sláinte» - тоста, который означает «Будьте здоровы!» (или Доброго здоровья!). Другая версия заключается в том, что слово не ирландского, а латинского происхождения и образовано от глагола plangere, что означает «бить», «ударять».
Есть ещё ряд версий. По одной из них Planxty происходит от ирландского выражения «phlean an tí», что означает «из такого-то дома (в значении рода)». Есть предположение, что слово пришло из периода конца XVI — начала XVII века, когда исполнение песен на ирландском в Англии было запрещено, и слово Planxty служило для сокрытия истинной личности композитора, исполнявшего запрещённого произведение. Ещё одна версия гласит, что слово происходит от средневекового латинского плача «Planctus».
Слово «planxty» использовал Джеймс Джойс в романе «Поминки по Финнегану» в 1939 году.

## История
К моменту основания группы, Кристи Мур уже имел опыт музыкальной деятельности. В 1969 году он выпустил альбом Paddy on the Road, разошедшийся тиражом всего в 500 экземпляров. Через два года он начал работу над новым альбомом, для записи которого пригласил своего школьного друга Донала Ланни, тоже уже имевшего опыт в музыке. Ланни привёл своего партнёра по музыкальному дуэту Энди Ирвина, также к работе был подключён Лиам О'Флинн, который успел поработать сессионным музыкантом и у Мура и у Донала. В 1972 году Мур выпустил второй альбом «Prosperous», получивший своё название благодаря поселку, где был записан.
Вскоре после этого музыканты, участвовавшие в записи альбома объединяются в группу CLAD (аббревиатура имен участников: Christy-Liam-Andy-Dónal), а ещё некоторое время спустя, участники решают назваться в духе ирландского эпоса — Planxty. 18 января 1972 года был записан первый сингл группы. Вскоре группа появилась на The Late Late Show, шоу на главном канале страны RTE. А уже в марте группа дала первое выступление — 30 минут на шоу «The Mugs Gig». Вскоре группа начала исполнять свои произведения на всю страну. Первым крупным сценическим выступлением группы стало её выступление на открытии концерта Донована в Голуэе. Ни группа, ни публика не знали, чего ожидать от этого концерта, но в итоге, выступление Planxty завершилось большим успехом. Энди Ирвин впоследствии вспоминал, что не видя лиц людей из-за яркого света прожекторов, он думал, что они, судя по крикам, находятся на грани бунта, и лишь спустя несколько минут музыкант осознал, что толпа бесилась от восторга. На открытии этого концерта Planxty исполнили песню Raggle Taggle Gypsie, которая также вошла в их дебютный альбом с одноимённым названием «Planxty» (1973 год).
Первый сингл группы «Three Drunken Maidens» был выпущен лейблом The Ruby Production, принадлежавшем менеджеру группы Десу Келли. Песня заняла 7 место в ирландских чартах. А следующий, The Cliffs of Dooneen, выпущенный в этом же году, но уже известной британской компанией Polydor, поднялся на 3 место. В 1973 году вышли два студийных альбома группы: «Planxty» и «The Well Below the Valley», а в 1974 — «Cold Blow and the Rainy Night» (с участием Джонни Мойнихэна). С этими альбомами группа гастролировала по Европе (Ирландия, Великобритания, Франция, Германия, Испания, северная Европа).
В конце 1975 года из-за назревших противоречий группа распалась. Воссоединение произошло в 1978 году, а на следующий год был выпущен альбом «After the Break» («После перерыва»). После этого были записаны The Woman I Loved So Well (1980) и Words & Music (1983). После этого группа объявила о своём распаде вновь.
В 2003 году Падди Догерти, владелец отеля Royal Spa в Лисдоонварне (Графство Клэр) и организатор местного музыкального фестиваля инициировал воссоединение группы. 11 октября 2003 группа выступила с программой перед 200 слушателями в отеле. Результаты концерта убедили группу продолжать деятельность. Прошли концерты в Дублине, Белфасте, и графстве Клэр в 2004 году, тогда же был записан «живой» альбом «Live 2004». В январе 2005 группа дала концерт в Лондоне. На данный момент это было последнее выступление Planxty.
В 2006 году Headline Publishing Group выпустила книгу «The Humours of Planxty» — биографию группы, написанную журналистом Лигзом О'Туллом. Ранее О'Тулл работал над документальным фильмом о группе.

## Состав
Оригинальный состав (1972-1973, 1981-1982, 2003-2005):
- Кристофер Эндрю «Кристи» Мур (род. 7 мая 1945) — вокал, акустическая гитара, бойран, клавишные, тексты песен
- Донал Ланни (род. 10 марта 1947) — бузуки, вокал, синтезатор, гитара
- Эндрю Кеннеди «Энди» Ирвин (род. 14 июня 1942) — вокал, бузуки, мандолина, губная гармоника, лира
- Лиам О'Флинн (род. 15 апреля 1945) — ирландская волыка, вистл

Все основатели группы были так или иначе знакомы друг с другом и с творчеством друг друга. Ланни и Мур учились в одной школе, причем первый учил последнего игре на гитаре. Впервые все четверо стали работать вместе только на записи альбома Кристи Мура в 1971 году. В этом («золотом») составе группа выпустила два сингла, оба они поднялись очень высоко в музыкальных чартах и 2 полных студийных альбома. Однако, в 1973 году группу покинул Донал Ланни, образовавший собственный проект The Bothy Band.
Место Ланни в группе занял Джонни Мойнихэн. Таким образом, второй состав (июль 1973-октябрь 1974) представлял собой четвёрку Мур, Мойнихэн, Ирвин и О'Флинн. В таком составе был записан один альбом. В октябре 1974 года группу покинул Мур, решивший вернуться к сольной карьере, он и группа расстались по дружески. Место Мура в группе занял Пол Брэди, а руководство перешло к Ирвину. Третий состав: Ирвин, Мойнихэн, Брэди, О'Флинн действовал в 1974-1975 годах, после чего группа распалась, а все её участники занялись сольными проектами.
Тем не менее, бывшие участники Planxty продолжали постоянно сталкиваться друг с другом на различных музыкальных фестивалях и площадках. В конечном итоге, это привело к воссоединению группы в 1978 году в оригинальном составе, к которому присоединился Мэтт Моллой, образовав четвёртый состав (Мур-Ланни-Ирвин-О'Флинн-Моллой), выпустивший в 1979 году альбом After the Break, впрочем после этого Моллой покинул Planxty, однако, приглашённый Хиллом и Линнэйном затем вернулся.
В 1980 году с группой стали работать Ноэль Хилл, играющий на концертине и скрипач Тонни Линнэйн. Вместе с ними в группу вернулся Моллой, а также клавишник Билл Уэлан. В таком расширенном пятом составе (Мур, Ланни, Ирвин, О'Флинн, Моллой, Хилл, Линнйэн, Уэлан) был записан альбом «The Woman I Loved So Well».
После записи альбома группа снова в привычном четырёхчастном составе начала турне, но позже к ней присоединились уже участвовавший в деятельности группы Уэлан, а также молодой скрипач Ноллэйг Кэйси. При этом, группа давала концерты как вшестером (последний шестой состав:оригинальный + Уэлан и Кэйси), так и в классическом составе. 24 августа 1982 года классическая четвёрка Planxty дала свой последний концерт на Национальном Стадионе в Дублине. Шестой состав оказался более продуктивным. Вшестером Planxty дали ряд концертов в Дублине (18-23 октября 1980), каждый из которых записывался на плёнку, в 1981 году был издан известный сингл Timedance, а в 1982 году был записан последний студийный альбом группы.
К этому времени в группе уже произошёл раскол: Мур и Ланни образовали собственный проект и вскоре покинули группу. Ирвин решил сохранять Planxty, пригласив Джона Келли, Арти МакГлинна (гитара) и Долорес Кин (вокал), лидирующая позиция перешла к Уэлану. Впрочем, этому составу было не суждено сыграть. Planxty 1983 года уже не был Planxty в полном смысле слова. Весной 1983 года группа окончательно распалась.
Воссоединилась группа в 2003 году в классическом составе.

## Влияние
На группу и на Кристи Мура, в частности, очень повлияло творчество «ирландского путешественника» Джона «Джако» Райли (1926—1969), песню которого «The Gyspy Laddie» (или «Raggle Taggle Gypsy») Planxty впоследствии исполнили. Именно эту песню группа исполнила на открытии концерта Донована, с чего началась популярность Planxty. Ещё одну песню Рэйли, балладу «Lord Baker» Мур исполнит на записи последнего альбома «Words & Music».
На творчество Planxty также повлияли работы Турлуха О’Кэролана, знаменитого ирландского поэта и арфиста. Из его произведений было взято название группы. Строки поэта попали в текст первого сингла Planxty. Часть музыки Турлуха стала известна группе благодаря творчеству композитора Шона О Риады Seán Ó Riada и его группы Ceoltóirí Chualann, исполнявшей традиционную ирландскую музыку.

## Дискография

### Студийный альбомы
- 1973 — Planxty
- 1973 — The Well Below the Valley
- 1974 — Cold Blow and the Rainy Night
- 1979 — After the Break
- 1980 — The Woman I Loved So Well
- 1982 — Words & Music

### Концертные (живые) альбомы
- 1987 — The Best of Planxty Live (записан по результатам выступлений в Дублине 18-23 октября 1980 года бывшим менеджером группы Кевином Флинном)
- 2004 — Live 2004

### Сборники
- 1976 — The Planxty Collection (издан в период первого распада)
- 1984 — Planxty Arís (издан после второго распада)

### Синглы
- 1972 — Three Drunken Maidens / Sí Beag, Sí Mór (7 место в чартах Ирландии)
- 1972 — The Cliffs of Dooneen / Yarmouth Town (3 место)
- 1981 — Timedance / Nancy Spain
- 1981 — Timedance / DJ Version
- 1983 — I Pity the Poor Immigrant / The Irish Marche